# 무교절
무교절(無酵節)은 니산월 15일부터 7일간 유대인들이 지키던 명절이다.(레위기 23:6~8) 현재의 달력(그레고리력)으로는 3~4월 경이 된다. 칠칠절, 초막절과 함께 유대인의 3대 명절에 속한다. 구약의 율법으로는 무교병과 쓴 나물을 먹는 날이다. 신약의 율법으로는 금식하는 날이다.

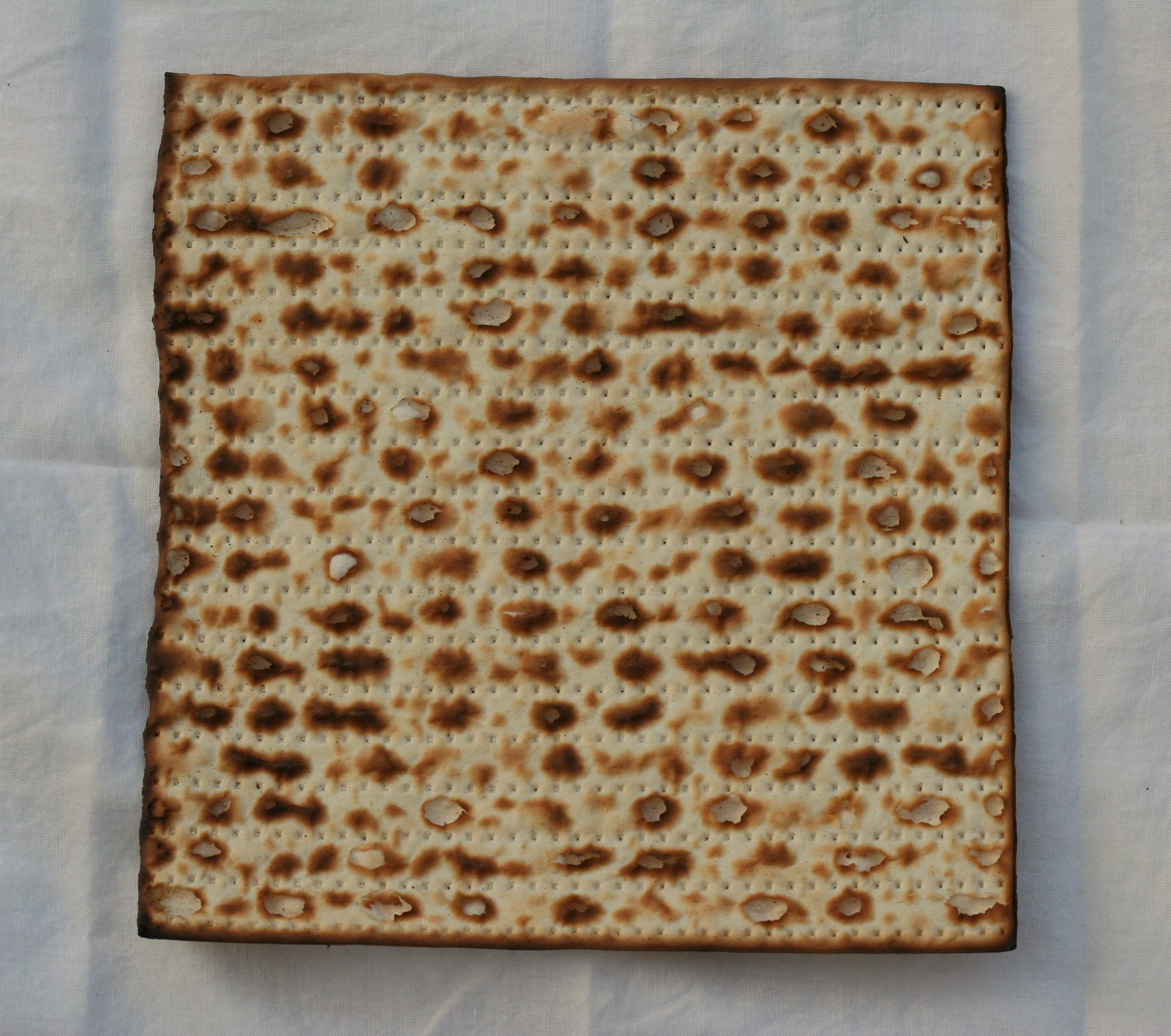
유대인들이 무교절에 먹는 무교병 맛짜(Matzah)

## 출애굽 당시 상황과 무교절의 유래
이스라엘 백성들이 유월절을 지키고 급히 애굽에서 나오느라 누룩을 넣지 않은 떡을 가지고 나오면서 칠일간 무교병을 먹게 되었다.(출애굽기 12:17~20) 유월절 밤에 애굽 왕 바로가 장자를 멸하는 재앙을 당하고 모세와 아론을 불러서 이스라엘 백성들을 데리고 떠나라고 하였다. (출애굽기 12:30~31) 하나님께서 약속하신 가나안으로 출발한 후에 애굽 왕 바로의 군대에게 쫓기기 시작하여 홍해 바다를 건너는 7일 동안의 고생한 날들을 기억하기 위한 절기이다.(신명기 16:3) 그래서 무교병을 '고난의 떡'이라고도 불렀다.

## 구약 시대의 무교절
하나님께서 모세에게 하나님의 백성들이 지켜야 할 율법을 알려 주시면서 15일부터 7일동안 무교절임을 선포하셨다.(레위기 23:6~8) 애굽에서 나온 것을 평생 기념하기 위해서 무교병을 먹으라는 율법(신명기 16:3~8)을 따라서, 오늘날에도 유대인들은 무교병을 먹는다.

### 구약에서 무교절을 지키는 장면
- 출애굽 당시 모세와 이스라엘 백성들이 지킨 무교절(출애굽기 12:17)
- 솔로몬 시대 무교절 지키는 장면(역대하 8:13)
- 히스기야 시대 남유다에서 지킨 무교절(역대하 30:13)
- 요시아 시대 남유다에서 지킨 무교절(역대하 35:17)
- 바벨론 포로 시절에 지킨 무교절(에스라 6:22)

### 구약 무교절 예법
- 무교절 첫날과 끝날 성회를 열고 아무 노동도 하지 않음(레위기 23:7)
- 무교절 절기 7일간 무교병을 먹음(레위기 23:6)
- 무교절 절기 7일간 집에서 누룩을 제거(출애굽기 12:19)

## 신약 시대의 무교절
이스라엘 백성들이 유월절을 지키고 고난을 받은 것처럼, 예수님도 최후의 만찬으로 많이 알려져 있는 유월절을 지키시고 무교절(니산월 15일)에 십자가에 달리는 고난을 받으셨다. 초대교회 성도들은 신랑을 빼앗길 날에는 금식하라는 가르침대로 무교절에 금식으로 고난에 동참했다.
그러나 신랑을 빼앗길 날이 이르리니 그 날에는 금식할 것이니라— 마가복음 2:20

그리고, 신약성경에 무교절에 대한 기록이 있다. 
우리는 무교절 후에 빌립보에서 배로 떠나 닷새 만에 드로아에 있는 그들에게 가서 이레를 머무니라— 사도행전 20:6

### 신약에서 무교절을 지키는 장면
- 베드로와 그 일행(사도행전 12:3)
- 사도 바울과 그 일행(사도행전 20:6)

### 신약 무교절 예법
- 무교절에 금식(마가복음 2:19~20)

## 현대 이스라엘에서 무교절
무교절은 7일 간의 휴일이며, 첫날과 마지막 날은 법정 공휴일로, 휴일 식사, 특별기도 서비스가 진행되며 그날에는 일을 하지 않음으로써 하나의 성일로 기념된다. 그리고 이스라엘이 아닌 외국에 거주하는 유대인들도 유월절을 포함하여 8일 동안 축제를 기념한다. 카라이테 유대교인들과 사마리아인들은 다른 종류의 유대력을 사용하는데, 이 달력은 종종 현대의 유대력과 하루 혹은 이틀씩 차이가 발생한다. 예를 들어, 2009년에 일반 유대교에서 사용한 유대력의 니산월 15일은 4월 9일에 해당하는 반면, 카라이테 유대교인들과 사마리아인들이 사용한 달력에서 아빕월(=니산월) 15일은 2009년 4 월 11일에 해당한다. 카라이테 유대교인과 사마리아인의 유월절은 하루 동안 진행되며 연이어 6일 간의 무교절 축제가 이어진다.

## 유월절과 무교절 날짜 논란
많은 이스라엘 사람들이 10일부터 유월절과 무교절 준비를 같이 시작하고 날짜도 하루 차이이고(유월절은 14일, 무교절은 15일로부터 7일간), 봄철 대표 절기가 무교절이다 보니, 유월절과 무교절을 흔히 혼동한다. 유월절 다음날인 15일부터 7일간 무교절로 지내며 누룩을 넣지 않은 빵을 먹으며 15일과 7일째에 성회를 가진다.(레위기 23:6~8) 원래 이 두 축제는 별개의 축제로 취급되었으나 누룩을 넣지 않은 빵이 노예 생활에 대한 기억이며 죄악으로부터 정결하게 된다는 것을 의미하는 데다, 실질적으로 무교절에 쓸 누룩을 넣지 않은 빵을 만들기 위해서는 유월절 전부터 준비해야 했으므로 점차 하나의 절기로 여겨졌다.

#### 참고) 무교절과 유월절이 같은 절기이다는 주장과 사실 확인
출애굽기 12장 내용과 레위기 23장 내용이 일부 차이가 있어 결국 무교절과 유월절은 같은 절기라고 주장하기도 한다.
너희는 무교절을 지키라 이 날에 내가 너희 군대를 애굽 땅에서 인도하여 내었음이니라 그러므로 너희가 영원한 규례를 삼아 이 날을 대대로 지킬지라 정월에 그 달 십사일 저녁부터 이십일일 저녁까지 너희는 무교병을 먹을 것이요 칠 일 동안은 누룩을 너희 집에 있지 않게 하라 무릇 유교물을 먹는 타국인이든지 본국에서 난 자든지 무론하고 이스라엘 회중에서 끊쳐지리니 너희는 아무 유교물이든지 먹지 말고 너희 모든 유하는 곳에서 무교병을 먹을지니라— 출애굽기 12:17~20

출애굽기 17절 초반에 보면, "무교절을 지키라"는 내용이 있고, "십사일 저녁부터 이십일일 저녁까지 무교병을 먹으라"는 내용이 존재한다. 무교절은 명칭에서 비롯된 것처럼, 무교병을 먹는 날로 알려져 있기 때문이다. 그런데, 19절에 보면, "칠 일 동안은 누룩을 너희 집에 있게 않게 하라"고 적혀 있다. 그러므로 14일부터 무교절이 시작하므로, 유월절은 무교절에 포함된 비 독립 절기라는 주장이다.
십사일부터 이십일일은 팔일에 해당한다. 8일간 무교병을 먹게 되는 이유는 다음과 같다.

14일 저녁 유월절에는 양고기와 무교병과 쓴 나물을 먹으라고 하셨다. (참고: 영문 위키 Passover Seder)
이달 십사 일까지 간직하였다가 해질 때에 ... 그 밤에 그 고기를 불에 구워 무교병과 쓴 나물과 아울러 먹되 ... 손에 지팡이를 잡고 급히 먹으라 이것이 여호와의 유월절이니라— 출애굽기 12:6~11

15일부터 21일(칠 일)은 무교절에는 무교병을 먹으라고 하셨다. 
기한에 미쳐 너희가 공포하여 성회로 삼을 여호와의 절기는 이러하니라 정월 십사일 저녁은 여호와의 유월절이요 이 달 십오일은 여호와의 무교절이니 칠 일 동안 너희는 무교병을 먹을 것이요— 레위기 23:4~6

즉, 유월절날 무교병을 먹게 되어 있는 절기 내용 때문에 유월절과 무교절이 같다고 여기는 것이지, 유월절은 무교절과 같지 않다는 것을 확인할 수 있다.

## 이슬람의 무교절
이슬람 수니파에서는 정월 10일에 금식을 권장한다. 이는 모세와 이스라엘 백성들이 애굽에서 홍해를 거쳐 탈출한 날을 기념하는 것이라고 한다.

## 같이 보기
- 성경의 절기
- 유월절